# باشگاه فوتبال کازرتانا
باشگاه فوتبال کازرتانا (انگلیسی: Casertana FC) یک باشگاه فوتبال مستقر در کازرتا، ایتالیا است که در حال حاضر در سری سی، سومین سطح لیگ فوتبال در این کشور به فعالیت می‌پردازد.
آن‌ها بازی‌های خانگی خود را در ورزشگاه آلبرتو پینتو، مستقر در کازرتا انجام می‌دهند که به اندازه ۱۲۰۰۰ صندلی گنجایش پذیرش تماشاگر دارد.

## تاریخچه
فوتبال در شهر کازرتا در سال ۱۹۰۸ به ابتکار یک پیشخدمت اهل میمی که در سرکولو ناسیوناله بلوته کار می‌کرد، آغاز شد. اولین زمین بازی رجیا دی کازرتا نان داشت و اولین نامی که برای تیم شهر انتخاب شد «روبور کازرتا» بود و رنگ‌های سیاه و سفید به عنوان رنگ نماد باشگاه مورد استفاده قرار گرفت.
در ۷ اوت ۱۹۲۴، اتحادیه قرمز و آبی یونیون اسپورتیوا کازرتانا برای اولین بار ایجاد شد که دو قهرمانی سری بی را کسب نمود. به‌طور موقت در سال ۱۹۲۷ این باشگاه منحل شد، ابتدا در سال ۱۹۲۸ و سپس در سال ۱۹۹۳ و ۲۰۰۵ پس پس از دو ورشکستگی، مجدداً تأسیس شد. همچنین یک دوره عدم فعالیت در مسابقات رسمی بین سال‌های ۱۹۳۲ و ۱۹۳۶ را پشت سر گذاشت.
مجموعه فعلی در سال ۲۰۰۵ تأسیس شد در حالی که در سال ۲۰۰۸ فعالیت با نام قدیمی خود را از سر گرفت، اما در تابستان ۲۰۲۱، دوباره از حالت حرفه ای ناپدید شد و نتوانست برای مسابقات قهرمانی سری سی بعدی، شایستگی خود را اثبات کند. متعاقباً مجبور شدند از سری دی دوباره شروع کنند.
این ایالت دارای سابقه حضورهای متعدد در مسابقات قهرمانی سری سی و کوپا ایتالیا و دو فصل در مسابقات سری بی در سال‌های ۷۱–۱۹۷۰ و ۹۲–۱۹۹۱ است. در سطح ملی، قهرمانی سری C را در سال‌های ۷۰–۱۹۶۹، قهرمانی سری سی۲ را در سال‌های ۸۱–۱۹۸۰، قهرمانی سری سی۱ را در سال‌های ۹۱–۱۹۹۰ و قهرمانی آماتوری کشور را در سال‌های ۹۶–۱۹۹۵ کسب کرد.
رنگ نماد باشگاه قرمز و آبی است که بخشی از نشان و هویت شهر است، در حالی که نماد باشگاه شاهین است. بازی‌های خانگی خود را در استادیوم آلبرتو پینتو انجام می‌دهد.
این تیم در حال حاضر جایگاه ۱۱۷ را در رده‌بندی دائمی سری بی و هشتادمین سنت ورزشی باشگاه‌های فوتبال را بر اساس معیارهای فدراسیون فوتبال ایتالیا به خود اختصاص داده است.
از سال ۱۹۲۸ تا سال ۲۰۰۵ که باشگاه به دلیل ناهنجاری‌ها و مسائل مالی کنار گذاشته شد، این باشگاه همچنین دو عنوان قهرمانی دوره در سری بی در سال‌های ۱۹۷۱–۱۹۷۲ و ۱۹۹۱–۱۹۹۲ داشت.
این باشگاه در سال ۲۰۰۵ با نام باشگاه ورزشی کازرتانا تأسیس شد. کازتانا کالچو در طول فصل ۲۰۰۹–۲۰۱۰ سری دی، این تیم به جایگاه همیشگی خود بازگشت.
کازرتانا در پایان فصل ۲۰۱۳–۲۰۱۲ پس از کسب مقام چهارم در سری دی به دوران حرفه‌ای گری بازگشت، بنابراین به پلی آف صعود رسید و تنها در فینال در تقابل با باشگاه فوتبال ویرتوس ورونا شکست خورد. با این حال، این باشگاه به عنوان جایگزینی برای چندین تیم که در پایان فصل ورشکست شده بودند، در لگا پرو دوم پذیرفته شد.